# Magic in the Moonlight
Magic in the Moonlight ist eine US-amerikanische Filmkomödie von Woody Allen. Der mit Colin Firth und Emma Stone in den Hauptrollen besetzte Film bedient sich des Zauberer-Motivs, das aus vorherigen Allen-Filmen wie Scoop bekannt ist, diesmal aber mit dem existentiellen Thema des gottlosen Universums verknüpft wird, das Allen zumeist in seinen Dramen (wie Match Point) behandelt. Der Film feierte am 17. Juli 2014 seine Premiere in den USA und kam am 4. Dezember 2014 in die deutschen Kinos.

## Handlung
Im Jahr 1928 wird der gefeierte Magier Stanley Crawford von seinem Kollegen Howard Burkan gebeten, an der französischen Côte d’Azur eine Schwindlerin zu entlarven: Die junge Sophie hat sich dort das Vertrauen der Familie Catledge erobert, und gibt vor, Kontakt mit den Seelen der Verstorbenen aufnehmen zu können.
Stanley, ein mürrischer und vollkommen im Diesseits verhafteter Zyniker, besucht die Familie, und hat Sophie schnell im Verdacht, eine Hochstaplerin zu sein, die den Sohn der Familie ehelichen will. Seine Versuche, Sophies Tricks zu entlarven, scheitern jedoch allesamt. Schließlich ist er von ihren Fähigkeiten überzeugt und widerruft vor der gesammelten Weltpresse sein bisheriges Weltbild, zudem hat er sich selbst in Sophie verliebt.
Als Stanley gar in einer persönlichen Krise – seine Tante Vanessa erkrankt schwer – zu Gott betet, erkennt er den gewaltigen Schwindel, dem er aufgesessen ist. Mithilfe seines berühmten Verschwindetricks, den er sonst auf der Bühne einsetzt, entlarvt Stanley Sophies Charade (in die auch sein Freund Howard verwickelt ist, der Stanley seinen Ruhm neidete und ihn daher vor der Weltöffentlichkeit blamieren wollte), muss sich jedoch eingestehen, dass er sich in die junge Schwindlerin verliebt hat. Nach einigem Zögern nimmt Sophie Stanleys Heiratsantrag an und sein emotionales Gleichgewicht ist wiederhergestellt, allerdings hat er zu guter Letzt doch ein Mysterium gefunden, vor dem er kapitulieren muss: die Unwägbarkeiten der Liebe.

## Rezeption
Nach Allens großen Erfolgen Midnight in Paris und Blue Jasmine fand Magic in the Moonlight lediglich ein verhaltenes Echo. Der Film konnte kommerziell nicht an die Erfolge früherer Allen-Filme anknüpfen und spielte in den USA lediglich 10 Millionen US-Dollar ein. Kritiker bewerteten den Film eher als eine formelle wie inhaltliche Lappalie, in der Allen sein bekanntes Weltbild wieder aufwärmt. Christian Buß nannte den Film im Spiegel „das Verzweiflungswerk eines Mannes, der offensichtlich nicht mehr an die Magie des Kinos glaubt“. Auch die wohlwollenden Besprechungen kritisierten, dass man alles im Grunde schon aus älteren und besseren Filmen von Allen kenne. Lob gab es dagegen für die atemberaubenden Landschaftsbilder von Kameramann Darius Khondji sowie die Hauptdarsteller Emma Stone und Colin Firth. Auf der Bewertungsplattform Rotten Tomatoes hat Magic in the Moonlight einen Zustimmungswert von 51 Prozent.
Der Film hat keine Auszeichnungen gewonnen und kam stattdessen nur zu einer unrühmlichen Erwähnung bei den jährlichen EDA Awards der weiblichen Filmjournalisten, die Magic in the Moonlight für den abenteuerlichsten Altersunterschied in einer dargestellten Mann-Frau-Beziehung „ehrten“ (Colin Firth ist 28 Jahre älter als seine Co-Darstellerin Emma Stone).
Demgegenüber verlieh die Deutsche Film- und Medienbewertung FBW in Wiesbaden dem Film das Prädikat besonders wertvoll.